# Roger I. Sicilský
Roger I (1031 – 22. června 1101), zvaný „Bosso“ nebo „Hrabě Veliký“ byl normanský hrabě vládnoucí Sicilskému hrabství v letech 1071 až 1101. Byl posledním z velkých vůdců normanských bojů o jižní Itálii.

## Dobytí Kalábrie a Sicílie

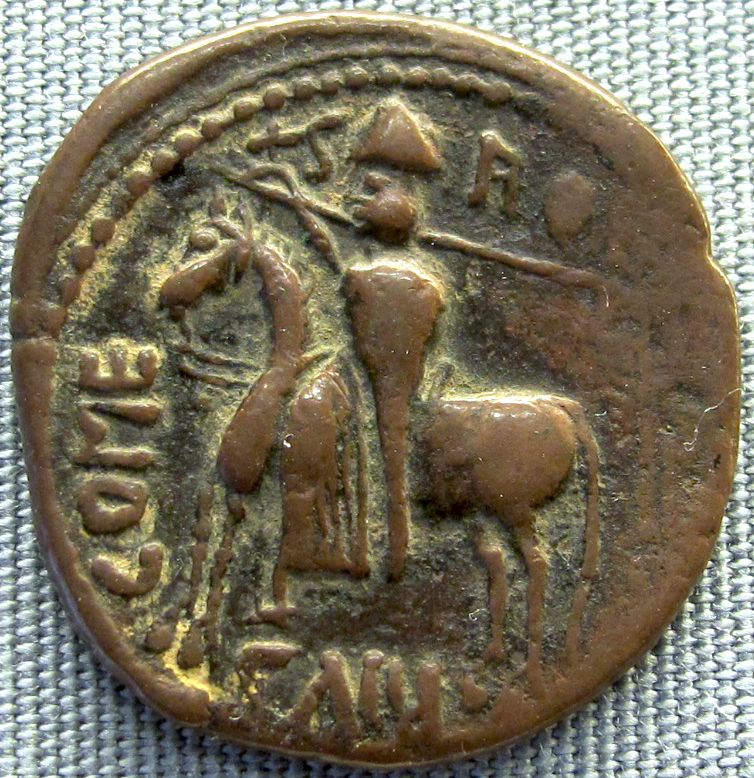
Mince Rogera Sicilského

Roger byl nejmladší syn Tankreda z Hauteville a jeho druhé ženy Fredisendy. Do jižní Itálie přišel brzy po roce 1055. Kronikář Geoffrey Malaterra, přirovnává Roberta Guiscarda a jeho bratra k biblickému příběhu Jákobových synů Josefa a Benjamina.
| „                    | Byl mladý, převeliké krásy, ušlechtilé postavy, ladných tvarů, nejhbitější řeči a rozvážný v radě. Byl prozřetelný ve všech svých činech, přátelský a veselý s ostatními muži, silný, statečný a nespoutaný v bitvě... | “ |
| — Geoffrey Malaterra | |   |

Roger se podílel s Robertem na dobytí Kalábrie a podle dohody z roku 1062 vytvořili jakési „kondominium“, v němž každý z nich vlastnil polovinu každého dobytého hradu a města v Kalábrii.
Po dobytí Kalábrie se Robert rozhodl zaměstnat Rogerova génia na podrobení Sicílie. Sicílii obývali, kromě muslimů, početní řečtí křesťané podrobení arabským princům, kteří se stali postupně zcela nezávislými na tuniském sultánovi. V květnu 1061 bratři překročili úžinu z Reggia a obsadili Messinu. Poté, co v lednu 1072 dobyli Palermo, Robert Guiscard, jako lenní pán, jmenoval Rogera hrabětem sicilským. Podržel si však Palermo, polovinu Messiny a severovýchodní část Sicílie (Val Demone). Až do roku 1085 však Roger nepodnikal žádné systematické dobývání.
V březnu 1086 kapitulovaly Syrakusy a když v únoru 1091 padlo i Noto bylo dobytí Sicílie dokončeno. Většina Robertových úspěchů byla podmíněna Rogerovou podporou. Podobně, když vedení rodu Hauteville přešlo na Rogera, podpořil svého synovce vévodu Rogera proti Bohemundovi a dalším rebelům. Na oplátku za tuto pomoc se vévoda roku 1085 vzdal svého podílu na hradech v Kalábrii ve prospěch svého strýce a v roce 1092 i svého dědictví v Palermu. Rogerova vláda na Sicílii byla méně absolutistická než Robertova v Itálii. Při udílení léna v letech 1072 a 1092 nebyla vytvořena žádná celistvá léna, takže jak normanští, tak francouzští a italští vazalové, podléhali dvoru. Tudíž Rogerovi nehrozily žádné kompetenční feudální revolty.

## Vláda nad Sicílií

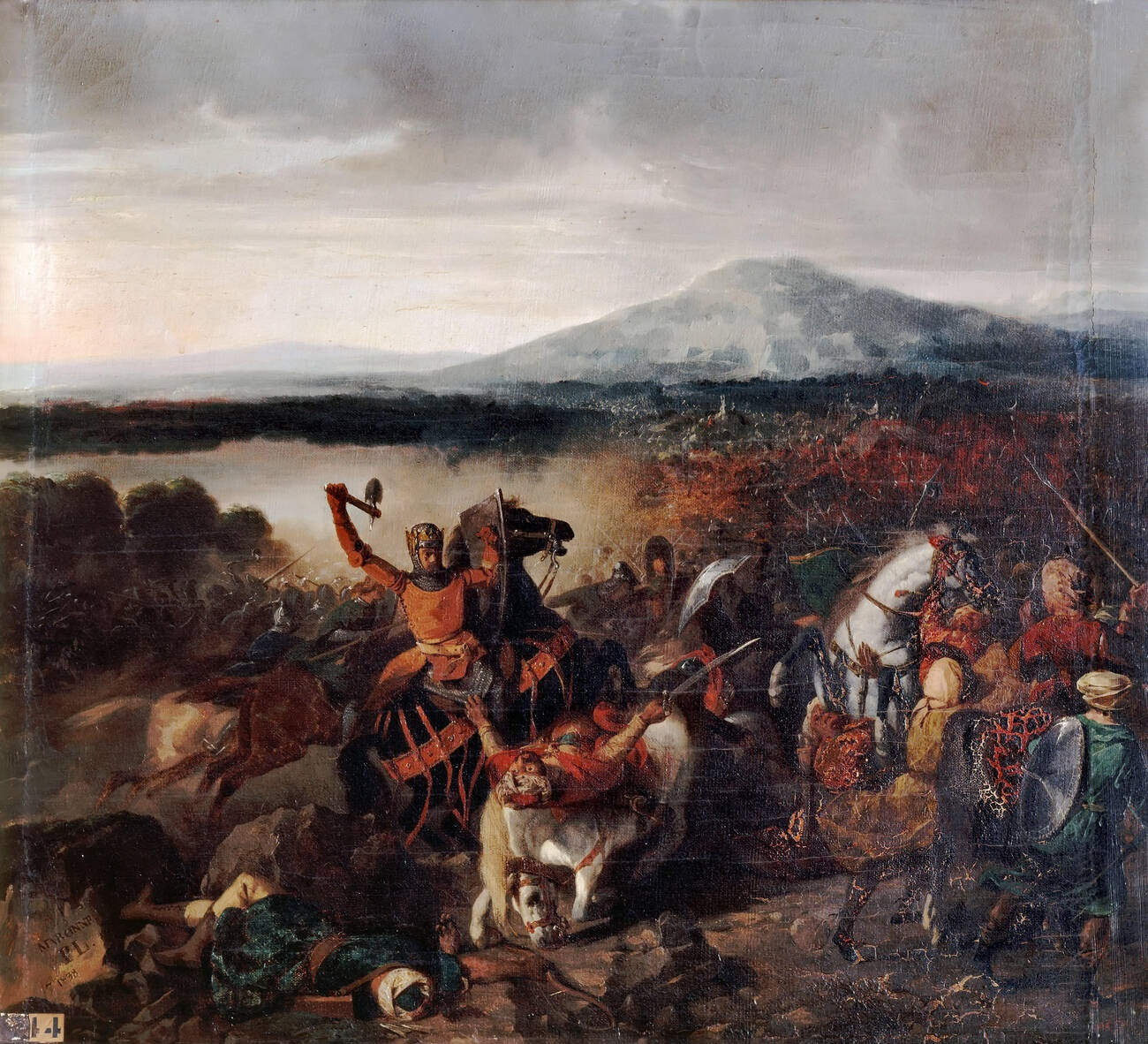
Roger I. v bitvě u Cerami (1061) ve které zvítězil nad armádou 35 000 Saracénů.

Aby se Roger vyhnul útokům ze severní Afriky, vytáhl v roce 1091 dobýt Maltu. Jeho lodě dosáhly Malty bez zastávky. Několik obránců na pobřeží kladlo slabý odpor a tak již následující den pochodoval Roger na Mdinu. Prakticky bez boje došlo k dohodě s maltézským kádím. Kádí uznal podřízenost ostrova hraběti s tím, že administrativa Malty zůstane nadále v jeho rukou. Současně byli propuštěni věznění (převážně řečtí) křesťané a kdo chtěl, mohl na Rogerových lodích ostrov opustit. Podle historika Geoffreyho Malaterry byly lodě na zpáteční cestě naplněny tak, že se téměř potápěly.
Kromě politického vrcholu dosáhl hrabě i nejvyšší funkce v církevní hierarchii. Papež Urban II. za odměnu, že zachránil Sicílii od muslimů a Řeků v roce 1098, jmenoval Rogera dědičným papežským legátem ostrova. Roger založil nová latinské biskupství v Syrakusách a Agrigentu a dalších městech a osobně jmenoval biskupy. Vůči Arabům a Řekům projevoval maximální toleranci. Muslimům ve městech zachoval jejich práva, mešity, svobodu vyznání i svobodu obchodu. Na venkově se však muslimové stali nevolníky. Velké množství muslimů sloužilo v jeho armádě. Svatý Anselm z Canterbury, který navštívil Rogera po vítězné bitvě u Capuy v roce 1098 shledal „nespočetně hnědých arabských stanů“. Nicméně latinský element převažoval, zejména poté co se Lombarďané a i další Italové začali hrnout na ostrov. Dobytí Sicílie tak zahájilo postupný úpadek muslimské moci v západním Středomoří.
Roger zemřel 22. června 1101 ve svých 70 letech a byl pohřben v kostele sv. Trojice v Miletu.

## Rodina
Rogerův nejstarší syn byl levoboček Jordan Hauteville, který však zemřel dříve než otec. Jeho druhý syn, Geoffrey (nebo Godfrey), byl buď rovněž levoboček nebo mohl být synem Rogerovy první či druhé manželky. Šance na nástupnictví neměl, neboť byl stižen těžkou chorobou, patrně leprou. Nikdy se neoženil i když byl zasnouben s dcerou Boniface del Vasto. Roger jej velmi miloval a věnoval mu hrabství Ragusa. Uchýlil se do kláštera a zemřel někdy mezi léty 1096 a 1120.
Poprvé se Roger oženil v roce 1061 s Juditou, dcerou Viléma, hraběte z Evreux. Judita zemřela v roce 1076 a porodila mu čtyři dcery.
- Flandina – provdaná za Huga z Gircey
- Matylda – provdaná za Raimunda, hraběte z Toulouse
- Adeliza – provdaná za Jindřich, hraběte z Monte San Angelo
- Emma – provdaná za Viléma, hraběte z Auvergne a poté za Rudolfa z Montescgaliosa

V roce 1077 se Roger oženil podruhé s Eremburgou z Mortainu. Z jejich svazku vzešlo osm dětí:
- Mauger, hrabě z Troiny,
- Matylda – provdaná za Guiguese III., hraběte z Albon
- Muriel († 1119) provdaná za Josberta de Lucy
- Konstancie – provdaná za Konráda Franckého, krále německého a italského
- Felicia – provdaná za krále Kolomana Uherského
- Violante – provdaná za Roberta Burgundského, syna vévody Roberta I. Burgundského
- Flandina – provdaná za Jindřicha del Vasto
- Judita († 1136) – provdaná za Roberta I. z Bassunvilly

Naposledy se Roger oženil v roce 1087. Jeho ženou se stala Adéla del Vasto, neteř Bonifáce del Vasto. Jejich děti byly:
- Simon (1093–1105) – zemřel v dětství
- Matylda – provdaná za Ranulfa II., hraběte z Alife
- Roger II. Sicilský – pozdější sicilský král
- Maximila – provdaná za Hildebranda VI.